# Periodo Informbiro

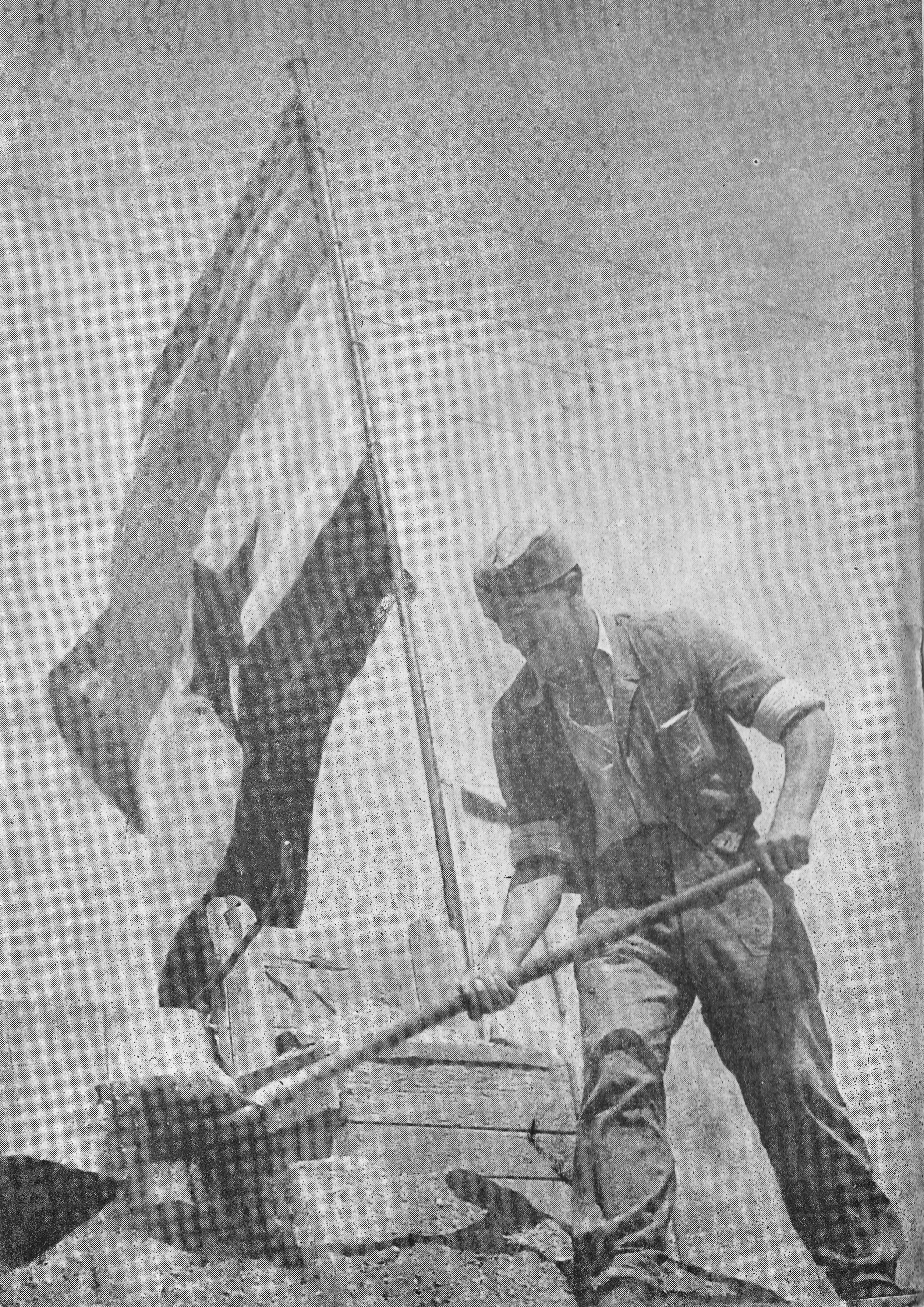
Costruzione di "Novi Beograd", 1948

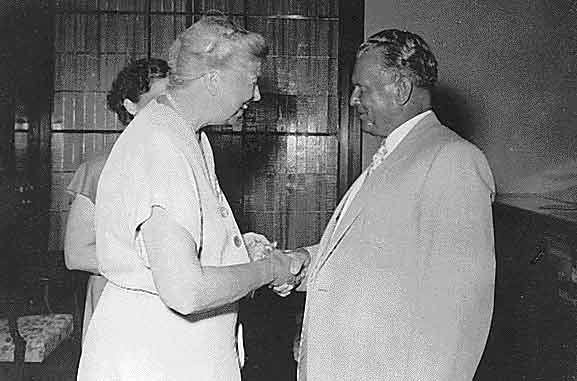
Josip Broz Tito incontra Eleanor Roosevelt, 1953

Informbiro (noto anche come periodo Informbiro o il tempo dell'Informbiro) è stato un periodo nella storia della Jugoslavia compreso tra il 1948 e il 1955 caratterizzato dal conflitto e scisma con l'Unione Sovietica. La parola Informbiro è il corrispettivo nome jugoslavo per il Cominform, un'abbreviazione per "Ufficio d'informazione", derivato da "Ufficio d'informazione comunista".

## Storia
Lo scisma sovietico-jugoslavo, avvenne tra la primavera e l'inizio dell'estate del 1948. Josip Broz Tito, all'epoca il primo ministro jugoslavo (ovvero il presidente dell'assemblea federale), veniva visto in occidente come un leale leader comunista, secondo solo al sovietico Iosif Stalin nel blocco orientale. Tuttavia, essendosi liberata dal nazifascismo con un limitato supporto dell'Armata Rossa, la Jugoslavia continuò un percorso indipendente ed ebbe continue tensioni con l'Unione Sovietica, considerata un'alleata e non uno stato al quale sottomettersi come stato satellite. Le precedenti tensioni portarono a numerosi problemi ma dopo l'incontro di Mosca iniziò un confronto aperto.
In seguito vi fu una corrispondenza diretta tra il Partito Comunista dell'Unione Sovietica (PCUS) ed il Partito Comunista di Jugoslavia (KPJ). Nella prima lettera del PCUS del 27 marzo 1948, i Sovietici accusarono gli Jugoslavi di denigrare il socialismo sovietico attraverso affermazioni come "il socialismo in Unione Sovietica ha cessato di essere rivoluzionario". Inoltre veniva affermato che il KPJ non era "abbastanza democratico" e che non si stava comportando come una avanguardia che avrebbe portato il Paese al socialismo. I Sovietici sostenevano che loro "non potevano considerare una tale organizzazione partitica comunista come marxista-leninista, bolscevica". La lettera inoltre nominava un certo numero di ufficiali di alto rango come "marxisti dubbiosi" (Milovan Đilas, Aleksandar Ranković, Boris Kidrič e Svetozar Vukmanović-Tempo) e invitava Tito a purgarli, causando una divisione all'interno del suo partito. Gli ufficiali comunisti Andrija Hebrang e Sreten Žujović sostenevano il punto di vista sovietico.
Tito, tuttavia, non si fece ingannare, rifiutando di compromettere il proprio partito, e in seguito rispose con una propria lettera. La risposta del KPJ del 13 aprile 1948 fu una forte negazione delle accuse sovietiche, entrambe in difesa della natura rivoluzionaria del partito e riaffermando la grande considerazione verso l'Unione Sovietica. Tuttavia, il KPJ affermò che "non importa quanto ciascuno di noi ami la terra del socialismo, l'Unione Sovietica, ma in nessun caso si può amare meno la propria patria". In un discorso, il primo ministro jugoslavo sostenne:
(Josip Broz Tito)
La risposta sovietica di 31 pagine del 4 maggio 1948 ammonì il KPJ di fallire di ammettere e correggere i propri errori, e lo accusò di essere troppo fiero del successo contro i Nazisti, sostenendo che l'Armata Rossa aveva salvato il popolo "dalla distruzione" (un'affermazione implausibile, dato che i partigiani di Tito avevano svolto con successo campagne contro le forze dell'Asse per quattro anni prima dell'arrivo dell'Armata Rossa in Jugoslavia). Questa volta, i Sovietici nominarono Tito e Edvard Kardelj come i principali "eretici", difendendo però Hebrang e Žujović. La lettera suggerì che gli Jugoslavi dovevano portare il loro "caso" prima del Cominform. Il KPJ rispose espellendo Hebrang e Žujović dal partito e dopo inviando una lettera ai Sovietici il 17 maggio 1948 con un'aspra critica ai tentativi dell'URSS di sminuire i successi del movimento della resistenza jugoslava.
Il 19 maggio 1948, una corrispondenza di Michail Suslov informò Tito che il Cominform (Informbiro in serbo-croato) avrebbe tenuto una sessione a Bucarest il 28 giugno dello stesso anno dedicata quasi interamente al "problema jugoslavo". Il Cominform (Ufficio d'informazione comunista) era un'associazione di partiti comunisti che costituiva il principale strumento dell'Unione Sovietica per controllare gli sviluppi politici all'interno del blocco orientale. La data dell'incontro venne scelta con attenzione dai Sovietici per il triplo anniversario della battaglia della Piana dei Merli (1389), dell'assassinio dell'arciduca Francesco Ferdinando a Sarajevo (1914) e dell'adozione della Costituzione di Vidovdan (1921).
Tito, invitato personalmente, rifiutò di partecipare con una scusa di malessere. Quando un invito ufficiale arrivò il 19 giugno 1948, Tito rifiutò di nuovo. Nel primo giorno dell'incontro, il 28 giugno, il Cominform adotto il testo preparato di una risoluzione, nota in Jugoslavia come la "Risoluzione dell'Informbiro" (Rezolucija Informbiroa). In essa, gli altri membri del Cominform (Informbiro) espellevano la Jugoslavia, citando "elementi nazionalisti" che "avevano cercato nel corso degli ultimi cinque o sei mesi di raggiungere una posizione dominante nella leadership" del KPJ. La risoluzione avvertiva la Jugoslavia di essere sulla via del ritorno al capitalismo borghese a causa delle sue posizioni nazionaliste e indipendentiste, accusando il partito stesso di essere trotskista. Ciò fu seguito da un inasprimento delle relazioni tra la Jugoslavia e l'Unione Sovietica, dando inizio al periodo di conflitto sovietico-jugoslavo tra il 1948 e il 1955 noto come periodo Informbiro.
Dopo la rottura con l'Unione Sovietica, la Jugoslavia si ritrovò isolata politicamente ed economicamente quando l'economia nazionale orientata al blocco orientale iniziò a indebolirsi. Allo stesso tempo, gli stalinisti jugoslavi, noti come "cominformisti", iniziarono a fomentare rivolte civili e militari, portando così a un certo numero di ribellioni cominformiste e insurrezioni militari, assieme ad atti di sabotaggio. Tuttavia, il servizio segreto jugoslavo guidato da Aleksandar Ranković, l'UDBA, fu veloce ed efficiente nel stroncare le attività insurrezionali. Intanto, un'invasione apparve imminente quando le unità militari sovietiche si concentrarono lungo il confine con la Repubblica Popolare d'Ungheria, mentre l'esercito popolare ungherese venne velocemente incrementato da 2 a 15 divisioni. L'UDBA iniziò ad arrestare i sospetti cominformisti anche sotto l'accusa di essere filo-sovietici.
Tuttavia, dall'inizio della crisi, Tito aveva iniziato ad aprirsi agli Stati Uniti e all'occidente. Di conseguenza, i piani di Stalin furono contrasti una volta che la Jugoslavia aveva iniziato a cambiare il suo allineamento. L'occidente accolse volentieri la spaccatura sovietico-jugoslava e nel 1949 cominciò un flusso di aiuti economici e sostegni contro la carestia del 1950, coprendo la maggior parte del deficit commerciale jugoslavo nel decennio successivo. Gli Stati Uniti intanto iniziarono ad esportare armi in Jugoslavia nel 1951. Tito, tuttavia, era al corrente di essere diventato troppo dipendente dall'occidente e perciò gli approvvigionamenti militari si conclusero nel 1953 quando la Jugoslavia rifiutò di aderire alla NATO mentre iniziò a sviluppare una significativa industria nazionale. Con la risposta americana nella guerra di Corea esibita come un esempio dell'affidabilità occidentale, Stalin iniziò ad arretrare dalla guerra con la Jugoslavia.
La risoluzione del Cominform del 28 giugno (risultante dalla divisione tra Tito e Stalin) accusò il Partito Comunista di Jugoslavia (KPJ), tra le altre cose, di "deviare dal marxismo-leninismo", mostrare un "atteggiamento anti-sovietico", "unire al criticismo l'ostilità" e di "rifiutare di discutere della situazione ad una riunione dell'Informbureau". Dopo queste accuse, la risoluzione portò all'espulsione del KPJ dal Cominform. Di conseguenza, la Jugoslavia uscì dalla sfera d'influenza sovietica e il suo ideale di comunismo, indipendente dalla linea sovietica, venne chiamato titismo da Mosca e considerato sovversivo. Inoltre furono condotte purghe contro i sospetti titisti in tutti i partiti comunisti dell'Europa orientale.
Uno dei motivi che aveva portato alla risoluzione Cominform era stata quella della riluttanza di Tito ad obbedire alle istruzioni di Stalin e le dispute più serie riguardavano la politica nei Balcani. In particolare, la Jugoslavia pareva premere troppo velocemente per un'unificazione con la Bulgaria e l'Albania. Nonostante le successive proposte di Stalin per una serie di simili unificazioni, Tito venne visto procedere senza aver avuto un consulto con Mosca. Un altro problema era l'impazienza di Tito di esportare la rivoluzione in Grecia, in contravvenzione dell'accordo delle percentuali stretto da Stalin con le potenze capitaliste.
I Sovietici pianificarono un'invasione assieme alle forze ungheresi e rumene e nel gennaio del 1951 furono effettuate grandi manovre militari in Ungheria per simulare un'invasione, con il presupposto di un intervento NATO sul versante jugoslavo, ma in seguito la minaccia di una guerra scomparve. La Jugoslavia era importante per l'occidente per via della difesa dell'Italia e della Grecia, e l'importante difesa della Corea del Sud da parte degli Stati Uniti durante la guerra di Corea sembrava aver scoraggiato i Sovietici. La Jugoslavia intanto divenne un membro informale della NATO mentre nel febbraio 1951 il capo di stato maggiore britannico annunciò che un attacco sovietico alla Jugoslavia "avrebbe portato alla guerra mondiale". A giugno dello stesso anno, Koča Popović si recò a Washington per discussioni e pianificazioni congiunte, e a metà degli anni cinquanta gli Stati Uniti diedero al Paese mezzo miliardo di dollari in aiuti militari.
Questo periodo fu inoltre segnato da un dissenso all'interno della Lega dei Comunisti di Jugoslavia ed una successiva repressione con deportazione di molti membri filo-sovietici all'interno di campi di lavoro e prigioni, soprattutto nell'Isola Calva.
Dopo la morte di Stalin nel 1953, il successore Chruščëv si riappacificò con Tito ma nonostante ciò la Jugoslavia sarebbe rimasta fuori dal blocco orientale e membro informale della NATO. Tito cambiò drasticamente le sue politiche interne e creo un programma di amnistia. Molte delle prigioni furono chiuse e distrutte, mentre il governo aveva diminuito il controllo sui media in una maniera più ampia rispetto agli altri Paesi socialisti.
Questo periodo è stato molto rappresentato all'interno della letteratura e del cinema jugoslavo.

## Cronologia
- Febbraio 1948 – Il ministro degli esteri sovietico Vjačeslav Molotov minaccia Tito sostenendo che vi sarebbero state "serie differenze di opinione sulle relazioni tra i nostri Paesi" se Tito non avesse chiarito le sue azioni con Mosca
- 27 marzo 1948 – Il Comitato centrale del PCUS invia una lettera d'avvertimento al Comitato centrale del KPJ
- 12-13 aprile 1948 – Un plenum del CC del KPJ discute la lettera del PCUS
- 4 maggio 1948 – Il Comitato centrale del PCUS invia una nuova lettera al corrispettivo del KPJ con ulteriori accuse
- 9 maggio 1948 – Ad un incontro a Belgrado il Comitato centrale del KPJ pubblica la sua risposta alla lettera del PCUS
- 20 maggio 1948 – Il Comitato centrale del KPJ pubblica una dichiarazione secondo cui il KPJ non invierà una delegazione al prossimo incontro del Cominform.
- 28 giugno 1948 – Il Cominform approva la "Risoluzione sulla situazione nel KPJ"
- Settembre 1948 – L'Unione Sovietica annulla unilateralmente il suo trattato con la Jugoslavia. Ungheria, Polonia, Bulgaria, Romania e Cecoslovacchia seguiranno l'esempio sovietico
- 25 ottobre 1948 – L'Unione Sovietica espelle l'ambasciatore jugoslavo. Gli altri governi filo-sovietici faranno lo stesso.
- 29 novembre 1948 – Dall'incontro programmato a Budapest, il Cominform pubblica una nuova risoluzione che afferma in parte che "la trasformazione della Jugoslavia dalla fase di nazionalismo borghese in fascismo ed il tradimento diretto degli interessi nazionali è completa"
- 1949 – Viene stabilito il campo di prigionia nell'Isola Calva per l'internamento dei "sostenitori dell'Informbiro"
- 5 marzo 1953 – Muore Iosif Stalin
- 6 giugno 1953 – Con il governo di Chruščëv, l'Unione Sovietica propone lo scambio di ambasciatori con la Jugoslavia. Ungheria, Bulgaria e Albania faranno altrettanto.
- 1954 – Anche la Polonia e la Cecoslovacchia ripristinano le relazioni con la Jugoslavia
- 2 giugno 1955 – La Jugoslavia e l'Unione Sovietica firmano una dichiarazione congiunta a Belgrado

## Periodo Informbiro nel cinema
- Tajna Dvorca I.B, regia di Fadil Hadžić (1951)
- Lisice, regia di Krsto Papić (1970)
- Rdeči boogie ali Kaj ti je deklica, di Karpo Godina (1982)
- Papà... è in viaggio d'affari, regia di Emir Kusturica (1985)
- Balkanski Špijun,regia di Dušan Kovačević (1984)
- Srećna nova '49., regia di Stole Popov (1986)
- Život sa stricem, regia di Krsto Papić (1988), ispirato dal romanzo di Ivan Aralica